# مغوه
 مغوه (مغوية) قرية كبيرة تتبع البلدة المركزية (بالفارسية: بخش مرکزی شهرستان بندر لنگه) من توابع مدينة لنجة وتقع في محافظة هرمزگان في جنوب إيران. وهي مقر حكم قبيلة المرازيق وتقع على ساحل الخليج العربي، وشرقي جبل حسينه المسمى بـجبل اليارد بمسافة سبعة كيلومترات.

## حدود مغوه
حدود مغوه: من الشمال صحراء جفر مسلم، ومن الجنوب الخليج العربي، ومن الغرب قرية بندر جارك، ومن الشرق تنتهي بقرية كافرغان وجبل حسينة المسمى بـجبل اليارد.

## السكان
يبلغ عدد سكان هذه القرية حسب تعداد السكان لعام 2006 للميلاد، (13287) نسمه من أهل السنة والجماعة وعلى المذهب الشافعي. وكذلك بعض السكان من الحنابلة، ينطقون اللغة العربية. لديهم ستة مساجد.«مغوه» قرية عامرة، بها المرافق العامة كالماء، والكهرباء، والهاتف والبريد، وكذلك بها المؤسسات الحكومية كالمدارس، ورياض الأطفال، والبنوك. يمتهن سكان مغوه يالتجارة، والزراعة لديهم حوالي الف نخلة، وأراضي شاسعة لزارعة البر والشعير.

## الآثار التاريخية
هناك آثار لحصن كبير المسمى بـ قلعة الشيخ سلطان، تقع في شمال القرية، وكذلك آثار لحوالي 500 منزل مبني بعضها بالأحجار والأسمنت والجص، وبعضها الآخر مبني بالحجارة والطين المسلح بالتبن.